# 巴蒂尼
巴蒂尼（法語：Battigny，法語發音：[batiɲi]）是法国默尔特-摩泽尔省的一个市镇，属于图勒区。

## 地理
巴蒂尼（48°26'51"N, 5°58'48"E）面积6.41 平方千米，位于法国大東部大區默尔特-摩泽尔省，该省份为法国东北部内陆省份，是洛林的一部分，北邻比利时、卢森堡，北起顺时针与摩泽尔省、下莱茵省、孚日省和默兹省接壤。
与巴蒂尼接壤的市镇（或旧市镇、城区）包括：法维耶尔、热洛库尔、拉勒夫、托雷-利奥泰、旺德莱维尔。

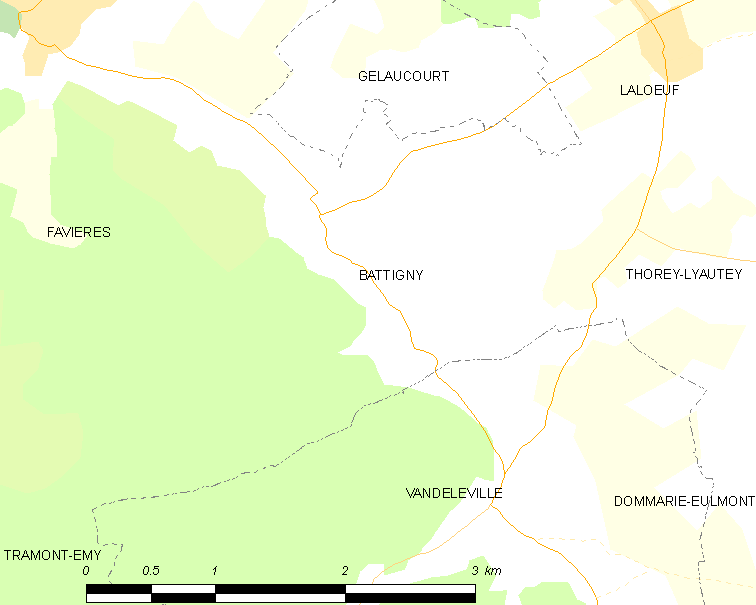
巴蒂尼的OSM定位图

巴蒂尼的时区为UTC+01:00、UTC+02:00（夏令时）。

## 行政
巴蒂尼的邮政编码为54115，INSEE市镇编码为54052。

## 政治
巴蒂尼所属的省级选区为梅讷欧桑图瓦县。

## 人口

1962-2008年间巴蒂尼人口变化图示

巴蒂尼于2022年1月1日时的人口数量为145人。